# Finistère
Finistère (wymowaⓘ [finisˈtɛːʀ]; bret. Penn-ar-Bed) – departament w północno-zachodniej Francji, w regionie Bretania. Oznaczony numerem 29, w 2020 roku liczył 917 tys. mieszkańców.
Położony na skraju Półwyspu Bretońskiego jest najbardziej wysuniętym na północny zachód departamentem kontynentalnej Francji. Od wschodu graniczy z dwoma innymi departamentami Bretanii: Côtes-d’Armor oraz Morbihan. Pozostałe granice tworzą akweny: kanał La Manche na północy, Ocean Atlantycki (Morze Celtyckie) na zachodzie oraz Zatoka Biskajska na południu. Ośrodkiem administracyjnym (prefekturą) departamentu jest miasto Quimper. Departament został utworzony 4 marca 1790 roku.
W 2023 roku w skład departamentu wchodziło 277 gmin (lista).

## Miejscowości
Największe miejscowości departamentu (w nawiasach liczba ludności w 2021 roku):

- Brest (139 619)
- Quimper (63 642)
- Concarneau (20 607)
- Landerneau (16 206)
- Guipavas (15 460)
- Morlaix (14 903)
- Douarnenez (14 163)
- Plouzané (13 473)
- Plougastel-Daoulas (13 445)
- Quimperlé (12 313)
- Le Relecq-Kerhuon (11 791)
- Fouesnant (10 098)
- Landivisiau (9192)
- Plabennec (8589)
- Ergué-Gabéric (8553)
- Pont-l’Abbé (8395)
- Saint-Renan (8358)
- Guilers (8170)
- Rosporden (7609)
- Lesneven (7377)
- Crozon (7321)
- Carhaix-Plouguer (7240)
- Trégunc (7050)
- Moëlan-sur-Mer (6756)
- Saint-Pol-de-Léon (6741)
- Plouguerneau (6682)
- Ploudalmézeau (6358)
- Gouesnou (6347)
- Plonéour-Lanvern (6347)

## Zobacz też

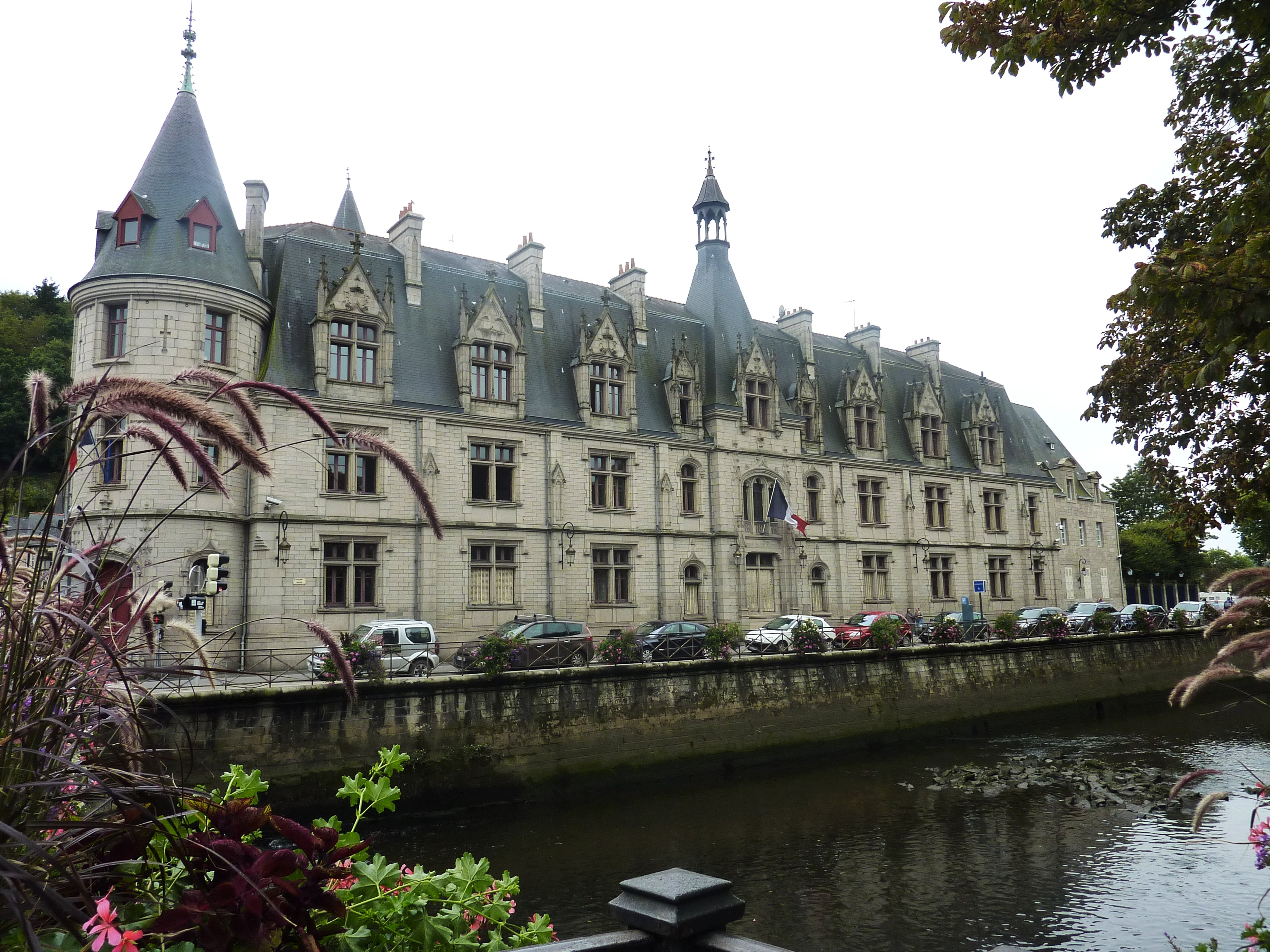
Siedziba prefektury w Quimper, nad rzeką Odet